# Corynactis californica
Corynactis californica is een Corallimorphariasoort uit de familie van de Corallimorphidae. De wetenschappelijke naam van de soort is voor het eerst geldig gepubliceerd in 1936 door Carlgren.